# Острыня
Острыня (укр. Остриня) — село в Тлумачской городской общине Ивано-Франковского района Ивано-Франковской области Украины.
Население по переписи 2001 года составляло 908 человек. Занимает площадь 22,414 км². Почтовый индекс — 78012. Телефонный код — 03479.

## Население
- 1989 год 952 человек
- 2001 год 905 человек
- 2022 год 712 человек[1]

## Религия

### Священники села УГКЦ
- Яков Бородайкевич
- Игнатий Вергановский
- Григорий Зинько
- Василий Жилавий
- Олег Легкодух[2]